# فناوری‌های بهبود بهره‌وری

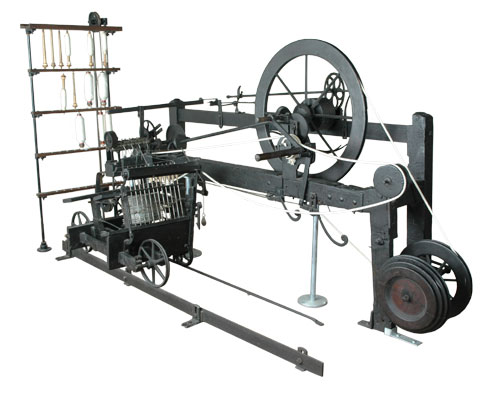
قاطر ریسندگی بهره‌وری تولید نخ را در مقایسه با چرخ نخ ریسی قبلی بسیار افزایش داد.

فناوری‌های بهبود بهره‌وری ، نوآوری‌های تکنولوژیکی هستند که در طول تاریخ بهره‌وری را افزایش داده‌اند.
بهره‌وری اغلب به عنوان نسبت (کل) خروجی به (کل) ورودی در تولید کالاها و خدمات اندازه‌گیری می‌شود.  بهره‌وری با کاهش میزان نیروی کار، سرمایه ، انرژی یا موادی که برای تولید هر مقدار معینی از  کالاها] و خدمات اقتصادی صرف می‌شود، افزایش می‌یابد. افزایش بهره‌وری تا حد زیادی عامل افزایش استانداردهای زندگی سرانه است.

## تاریخ
قدمت فناوری‌های بهبود بهره‌وری به دوران باستان برمی‌گردد و تا اواخر قرون وسطی پیشرفتآهسته ای داشته‌است. نمونه‌های مهم فناوری اروپای اولیه تا قرون وسطی عبارتند از: چرخ آب ، طوق اسب ، چرخ ریسندگی، سیستم سه میدانی (بعد از سال 1500 سیستم چهار میدانی -  تناوب کشت ) و کوره بلند . 
پیشرفت فن آوری توسط سواد و انتشار دانش که پس از گسترش چرخ نخ ریسی به اروپای غربی در قرن سیزدهم تسریع شد، کمک کرد. چرخ ریسندگی عرضه پارچه‌های مورد استفاده برای خمیر کاغذ در ساخت کاغذ را افزایش داد که فناوری آن در قرن دوازدهم به سیسیل رسید. کاغذ ارزان یکی از عوامل توسعه ماشین چاپ متحرک بود که منجر به افزایش زیادی در تعداد کتاب‌ها و عنوان‌های چاپ شد.   کتاب‌هایی درباره علم و فناوری سرانجام ظاهر شدند، مانند کتابچه راهنمای فنی معدن De Re Metallica ، که مهم‌ترین کتاب فناوری قرن 16 بود و متن استاندارد شیمی برای 180 سال آینده بود.
فرانسیس بیکن (1561-1626) به روش علمی معروف است که عاملی کلیدی در انقلاب علمی بود. بیکن اظهار داشت که فناوری‌هایی که اروپای عصر او را از قرون وسطی متمایز می‌کرد، کاغذ و چاپ، باروت و قطب‌نمای مغناطیسی بود که به عنوان چهار اختراع بزرگ شناخته می‌شد و منشأ آن در چین بود. دیگر اختراعات چینی شامل قلاده اسب، چدن، گاوآهن بهبود یافته و مته‌ی بذری بود.
احتمالاً اولین دوره در تاریخ که در آن پیشرفت اقتصادی پس از یک نسل قابل مشاهده بود، در جریان انقلاب کشاورزی بریتانیا در قرن هجدهم بود. با این حال، پیشرفت تکنولوژیکی و اقتصادی تا انقلاب صنعتی انگلستان در اواخر قرن هجدهم با سرعت قابل توجهی پیش نرفت و حتی پس از آن نیز بهره‌وری سالانه حدود 0.5 درصد رشد کرد. رشد بهره‌وری بالا در اواخر قرن نوزدهم در آنچه که گاهی انقلاب صنعتی دوم نامیده می‌شود آغاز شد. بیشتر نوآوری های اصلی انقلاب صنعتی دوم بر اساس درک علمی مدرن از شیمی، نظریه الکترومغناطیس و ترمودینامیک و سایر اصول شناخته شده در حرفه‌ی مهندسی بود.

### اشکال جدید انرژی و قدرت

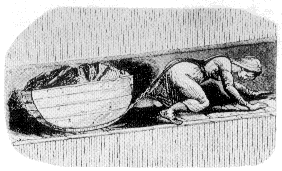
یک "کشو" جوان در حال کشیدن وان زغال سنگ در امتداد یک مسیر معدن. ماینکارت‌ها بیشتر از تصویر نشان داده شده بودند. راه‌آهن‌ها از گاری‌های مین سرچشمه می‌گیرند. در بریتانیا قوانینی که در سال‌های 1842 و 1844 تصویب شد، شرایط کار در معادن را بهبود بخشید.